# Grijó Sobrinho
Grijó Sobrinho (Rio de Janeiro, 26 de janeiro de 1896 -Rio de Janeiro, março de 1972), foi um ator brasileiro que destacou-se no humor.
Era sobrinho do ator Brandão Filho. Foi  integrante da "Companhia Brasileira de Comédias Dulcina de Moraes - Manoel Durães", durante os anos de 1932 e 1933.

## Filmografia
| Ano  | Título                     | Papel                  |
| ---- | -------------------------- | ---------------------- |
| 1909 | A Viúva Alegre             | Niegus                 |
| 1911 | O Conde de Luxemburgo      | —                      |
| 1936 | Carioca Maravilhosa        | Fiscal 42              |
| 1942 | O Despertar da Redentora   | —                      |
| 1943 | Samba em Berlim            | Médico                 |
| 1943 | Caminho do Céu             | Homem no bar           |
| 1944 | Berlim na Batucada         | Médico                 |
| 1945 | Pif-Paf                    | Juiz                   |
| 1946 | Cem Garotas e um Capote    | —                      |
| 1946 | Caídos do Céu              | Anjo                   |
| 1946 | No Trampolim da Vida       | —                      |
| 1947 | Querida Susana             | —                      |
| 1948 | ... E o Mundo Se Diverte   | —                      |
| 1948 | Falta Alguém no Manicômio  | —                      |
| 1949 | Pinguinho de Gente         | —                      |
| 1949 | O Caçula do Barulho        | —                      |
| 1949 | Terra Violenta             | —                      |
| 1950 | Écharpe de Seda            | —                      |
| 1950 | O Falso Detetive           | —                      |
| 1950 | Aviso aos navegantes       | —                      |
| 1951 | Loucos Por Música          | —                      |
| 1953 | Está com Tudo              | —                      |
| 1953 | É Pra Casar?               | —                      |
| 1954 | Marujo Por Acaso           | —                      |
| 1954 | Conchita und der Ingenieur | —                      |
| 1954 | O Rei do Movimento         | Robério                |
| 1955 | Trabalhou Bem, Genival     | —                      |
| 1955 | O Diamante                 | —                      |
| 1956 | O Negócio Foi Assim        | Homem das granas       |
| 1956 | Genival É De Morte         | —                      |
| 1956 | Quem Sabe, Sabe!           | —                      |
| 1956 | Colégio de Brotos          | Trigueiro              |
| 1957 | Tudo é Música              | —                      |
| 1957 | De Vento em Popa           | —                      |
| 1957 | Tem Boi na Linha           | —                      |
| 1957 | Garotas e Samba            | —                      |
| 1957 | Hoje o Galo Sou Eu         | Médico                 |
| 1957 | Na Corda Bamba             | Policial               |
| 1957 | O Boca de Ouro             | —                      |
| 1957 | Treze Cadeiras             | —                      |
| 1957 | Um Pirata do Outro Mundo   | —                      |
| 1958 | O Barbeiro Que Se Vira     | Juiz                   |
| 1958 | É a Maior!                 | Rei do queijo de cacau |
| 1958 | Chico Fumaça               | Maestro da banda       |
| 1958 | Minha Sogra É da Polícia   | —                      |
| 1959 | Entrei de Gaiato           | —                      |
| 1959 | Minervina Vem Aí           | Horácio                |
| 1959 | Pintando o Sete            | Coronel Tibúrcio       |
| 1959 | O Homem do Sputnik         | Monsieur Rififi        |
| 1959 | Cala a Boca, Etelvina      | Chofer                 |
| 1960 | Só Naquela Base            | —                      |
| 1960 | Os Dois Ladrões            | —                      |
| 1960 | Eu Sou o Tal               | —                      |
| 1960 | Cacareco Vem Aí            | —                      |
| 1960 | Titio Não É Sopa           | Vizinho                |
| 1962 | Quero Morrer no Carnaval   | —                      |
| 1962 | Esse Rio que Eu Amo        | —                      |

## No teatro[4]
- 1910 - Acredite Se Quiser
- 1914 - Preto no Branco
- 1924 - Secos e Molhados
- 1929 - Guerra ao Mosquito
- 1929 - Mineiro com Botas
- 1932 - A Descoberta da América
- 1932 - A Verdade ao Meio Dia
- 1932 - A Vida É Um Sonho
- 1932 - Complicando a Vida
- 1932 - Heptalogo
- 1932 - Mamãe, Quero Casar
- 1932 - Minha Mulher É Minha Noiva
- 1932 - Miss Dolly
- 1932 - O Amor Daqui a 50 Anos
- 1932 - O Divino Perfume
- 1932 - O Felisberto do Café
- 1932 - O Secretário de Sua Excia.
- 1932 - Se o Anacleto Soubesse
- 1932 - Sorriso de Mulher
- 1932 - Sou Pai de Minha Mãe
- 1932 - Um Escândalo na Broadway
- 1933 - Miss Dolly
- 1933 - Senhora
- 1935 - A Felicidade
- 1935 - Filmando
- 1935 - Guanabara
- 1935 - Sinfonia do Samba
- 1944 - Barca da Cantareira
- 1947/1948 - Que Medo, Ó!
- 1954 - O Mártir do Calvário
- 1954 - A Mouraria
- 1954 - É Sopa no Mel
- 1957 - Viúva, Porém Honesta